# 구미시의 국회의원

## 행정구역 변천
- 1945년 8월 15일 경상북도 선산군
- 1978년 2월 15일 선산군 구미읍·칠곡군 인동면에 경상북도 구미시 설치
- 1995년 1월 1일 구미시와 선산군을 통합하여 '구미시' 설치

## 구미시의 역대 국회의원 일람
| 대수         | 이름           | 소속정당           | 임기                               | 선거구역 |
| ------------ | -------------- | ------------------ | ---------------------------------- | --- |
| 제1대        | 육홍균(陸洪均) | 대한독립촉성국민회 | 1948년 5월 31일 ~ 1950년 5월 30일  | 선산군 일원 |
| 제2대        | 육홍균(陸洪均) | 대한국민당         | 1950년 5월 31일 ~ 1954년 5월 30일  | 선산군 일원 |
| 제3대        | 김우동(金雨東) | 무소속             | 1954년 5월 31일 ~ 1958년 5월 30일  | 선산군 일원 |
| 제4대        | 김우동(金雨東) | 자유당             | 당선 무효                          | 선산군 일원 |
| 제4대        | 김동석(金東碩) | 무소속             | 1959년 1월 3일 ~ 1960년 7월 28일   | 선산군 일원 |
| 제5대 민의원 | 신준원(申俊遠) | 무소속             | 1960년 7월 29일 ~ 1961년 5월 16일  | 선산군 일원 |
| 제6대        | 김봉환(金鳳煥) | 민주공화당         | 1963년 12월 17일 ~ 1967년 6월 30일 | 군위군·선산군 일원 |
| 제7대        | 김봉환(金鳳煥) | 민주공화당         | 1967년 7월 1일 ~ 1971년 6월 30일   | 군위군·선산군 일원 |
| 제8대        | 김봉환(金鳳煥) | 민주공화당         | 1971년 7월 1일 ~ 1972년 10월 17일  | 군위군·선산군 일원 |
| 제9대        | 신현확(申鉉碻) | 민주공화당         | 1973년 3월 12일 ~ 1979년 3월 11일  | 군위군·성주군·선산군·칠곡군 일원 |
| 제9대        | 김창환(金昌煥) | 신민당             | 1973년 3월 12일 ~ 1979년 3월 11일  | 군위군·성주군·선산군·칠곡군 일원 |
| 제10대       | 신현확(申鉉碻) | 민주공화당         | 1979년 3월 12일 ~ 1979년 12월 12일 | 구미시·군위군·성주군·선산군·칠곡군 일원 |
| 제10대       | 김현규(金鉉圭) | 무소속             | 1979년 3월 12일 ~ 1980년 10월 27일 | 구미시·군위군·성주군·선산군·칠곡군 일원 |
| 제11대       | 박재홍(朴在鴻) | 민주정의당         | 1981년 4월 11일 ~ 1985년 4월 10일  | 구미시·군위군·성주군·선산군·칠곡군 일원 |
| 제11대       | 김현규(金鉉圭) | 민주한국당         | 1981년 4월 11일 ~ 1985년 4월 10일  | 구미시·군위군·성주군·선산군·칠곡군 일원 |
| 제12대       | 박재홍(朴在鴻) | 민주정의당         | 1985년 4월 11일 ~ 1988년 5월 29일  | 구미시·군위군·성주군·선산군·칠곡군 일원 |
| 제12대       | 김현규(金鉉圭) | 무소속             | 1985년 4월 11일 ~ 1988년 5월 29일  | 구미시·군위군·성주군·선산군·칠곡군 일원 |
| 제13대       | 박재홍(朴在鴻) | 민주정의당         | 1988년 5월 30일 ~ 1992년 5월 29일  | 구미시 일원 |
| 제13대       | 김윤환(金潤煥) | 민주정의당         | 1988년 5월 30일 ~ 1992년 5월 29일  | 군위군·선산군 일원 |
| 제14대       | 박세직(朴世直) | 민주자유당         | 1992년 5월 30일 ~ 1996년 5월 29일  | 구미시 일원 |
| 제14대       | 김윤환(金潤煥) | 민주자유당         | 1992년 5월 30일 ~ 1996년 5월 29일  | 군위군·선산군 일원 |
| 제15대       | 박세직(朴世直) | 신한국당           | 1996년 5월 30일 ~ 2000년 5월 29일  | 구미시 갑: 송정동, 형곡1동, 형곡2동, 신평1동, 신평2동, 비산동, 공단1동, 공단2동, 광평동, 사곡동, 상모동, 임오동, 인동동, 진미동, 양포동                   |
| 제15대       | 김윤환(金潤煥) | 신한국당           | 1996년 5월 30일 ~ 2000년 5월 29일  | 구미시 을: 선산읍, 무을면, 옥성면, 도개면, 해평면, 산동면, 장천면, 고아면, 원평1동, 원평2동, 원평3동, 지산동, 도량동, 선주동, 원남동                      |
| 제16대       | 김성조(金晟祚) | 한나라당           | 2000년 5월 30일 ~ 2004년 5월 29일  | 구미시 일원 |
| 제17대       | 김성조(金晟祚) | 한나라당           | 2004년 5월 30일 ~ 2008년 5월 29일  | 구미시 갑: 송정동, 원평1동, 원평2동, 지산동, 도량동, 선주원남동, 형곡1동, 형곡2동, 공단1동, 공단2동, 광평동, 상모사곡동, 임오동, 신평1동, 신평2동, 비산동 |
| 제17대       | 김태환(金泰煥) | 한나라당           | 2004년 5월 30일 ~ 2008년 5월 29일  | 구미시 을: 선산읍, 고아읍, 무을면, 옥성면, 도개면, 해평면, 산동면, 장천면, 인동동, 진미동, 양포동                                                         |
| 제18대       | 김성조(金晟祚) | 한나라당           | 2008년 5월 30일 ~ 2012년 5월 29일  | 구미시 갑: 송정동, 원평1동, 원평2동, 지산동, 도량동, 선주원남동, 형곡1동, 형곡2동, 공단1동, 공단2동, 광평동, 상모사곡동, 임오동, 신평1동, 신평2동, 비산동 |
| 제18대       | 김태환(金泰煥) | 무소속             | 2008년 5월 30일 ~ 2012년 5월 29일  | 구미시 을: 선산읍, 고아읍, 무을면, 옥성면, 도개면, 해평면, 산동면, 장천면, 인동동, 진미동, 양포동                                                         |
| 제19대       | 심학봉(沈學鳳) | 새누리당           | 2012년 5월 30일 ~ 2015년 10월 12일 | 구미시 갑: 송정동, 원평1동, 원평2동, 지산동, 도량동, 선주원남동, 형곡1동, 형곡2동, 공단1동, 공단2동, 광평동, 상모사곡동, 임오동, 신평1동, 신평2동, 비산동 |
| 제19대       | 김태환(金泰煥) | 새누리당           | 2012년 5월 30일 ~ 2016년 5월 29일  | 구미시 을: 선산읍, 고아읍, 무을면, 옥성면, 도개면, 해평면, 산동면, 장천면, 인동동, 진미동, 양포동                                                         |
| 제20대       | 백승주(白承周) | 새누리당           | 2016년 5월 30일 ~ 2020년 5월 29일  | 구미시 갑: 송정동, 원평1동, 원평2동, 지산동, 도량동, 선주원남동, 형곡1동, 형곡2동, 공단1동, 공단2동, 광평동, 상모사곡동, 임오동, 신평1동, 신평2동, 비산동 |
| 제20대       | 장석춘(張錫春) | 새누리당           | 2016년 5월 30일 ~ 2020년 5월 29일  | 구미시 을: 선산읍, 고아읍, 무을면, 옥성면, 도개면, 해평면, 산동면, 장천면, 인동동, 진미동, 양포동                                                         |
| 제21대       | 구자근(具滋根) | 미래통합당         | 2020년 5월 30일 ~ 2024년 5월 29일  | 구미시 갑: 송정동, 원평1동, 원평2동, 지산동, 도량동, 선주원남동, 형곡1동, 형곡2동, 공단1동, 공단2동, 광평동, 상모사곡동, 임오동, 신평1동, 신평2동, 비산동 |
| 제21대       | 김영식(金英植) | 미래통합당         | 2020년 5월 30일 ~ 2024년 5월 29일  | 구미시 을: 선산읍, 고아읍, 무을면, 옥성면, 도개면, 해평면, 산동면, 장천면, 인동동, 진미동, 양포동                                                         |
| 제22대       | 구자근(具滋根) | 국민의힘           | 2024년 5월 30일 ~                  | 구미시 갑: 송정동, 원평1동, 원평2동, 지산동, 도량동, 선주원남동, 형곡1동, 형곡2동, 공단1동, 공단2동, 광평동, 상모사곡동, 임오동, 신평1동, 신평2동, 비산동 |
| 제22대       | 강명구(姜明求) | 국민의힘           | 2024년 5월 30일 ~                  | 구미시 을: 선산읍, 고아읍, 무을면, 옥성면, 도개면, 해평면, 산동면, 장천면, 인동동, 진미동, 양포동                                                         |

## 같이 보기
- 칠곡군의 국회의원
- 선산군의 국회의원
- 군위군의 국회의원
- 구미시 (1988년 선거구)
- 군위군·선산군
- 구미시 갑
- 구미시 을